# オリヴィエ・パンタローニ
オリヴィエ・パンタローニ（Olivier Pantaloni, 1966年12月13日 - ）は、フランスの元プロサッカー選手、サッカー指導者。現役時代のポジションはミッドフィールダー、フォワード。現在はACアジャクシオの監督を務める。

## 経歴

### 選手
バスティア、サンテティエンヌ、マルティーグ、ガゼレク・アジャクシオ、ACアジャクシオで、主にミッドフィールダーとしてプレイした。

### 指導者
2001年からACアジャクシオのスタッフとなり、様々な役割を経験した。アシスタントコーチを務めていた2004年9月、リーグ・アンで最下位に沈んでいたクラブでドミニク・ビジョタが解任されると、後任のローラン・クルビスが就任するまでの1か月間、暫定監督として指揮を執った。
2008年12月、リーグ・ドゥに降格したACアジャクシオに半年ぶりに復帰し、年明けにはジョゼ・パスカレッティのアシスタントに任命され、2月にはパスカレッティの辞任に伴い、新監督に就任した。2010-11シーズン、エヴィアン・トノン・ガイヤールに次ぐ2位でリーグ・アン昇格を果たし、クラブを5シーズンぶりに最高峰の舞台に導いたが、2012年6月、リーグ16位に低迷し退任した。
2013年6月、リーグ・ドゥのトゥールと2年契約を交わし、初めてACアジャクシオ以外のクラブを率いることとなった。2014年10月、トゥールは11戦8敗で下位から2番目と低迷し、辞任となった。
数日後、リーグ12位でACアジャクシオの監督を解任されたクリスティアン・ブラッコーニの後任として、慣れ親しんだ環境に復帰した。2017-18シーズン、リーグ・ドゥで昇格プレイオフに進出し、ル・アーヴルに勝利したが、トゥールーズには2戦合計0-4で敗れた。2021-22シーズン、リーグ・ドゥで2位となり、リーグ・アン昇格に導いた。